# Antonio López de Letona y Lamas
Antonio López de Letona y Lamas   (Sevilla, 20 de juliol de 1821 - Madrid, 16 de setembre de 1884) fou un militar i polític espanyol, diputat, senador i capità general de València en el segle xix.

## Biografia
Ingressà a l'Exèrcit espanyol en 1833 i va participar en la primera guerra carlina, ascendint a alferes en 1838. Participà en el pronunciament de 1841 i hagué d'exiliar-se a França. Fou indultat en 1843, ascendit a capità i destinat a Tarragona i Sagunt. Després de participar en la repressió de la revolució de 1848 fou ascendit a comandant i el 1852 a tinent coronel. Va donar suport la vicalvarada i fou elegit diputat a les Corts de 1858. Deixà l'escó en 1859 quan fou ascendit a brigadier i nomenat governador de l'Havana. En 1860 fou comandant general del Departament Oriental, però en 1862 dimití per motius de salut. De febrer a març de 1863 fou governador civil de la província de València després ho fou de Granada (1863), La Corunya (1864) i Cadis (1865). De juny a desembre de 1865 fou subsecretari del Ministeri d'Ultramar.
L'octubre de 1868 fou ascendit a mariscal de camp i fou nomenat subsecretari del Ministeri de Guerra. En gener de 1869 fou enviat novament a Cuba per tal de reprimir una insurrecció. L'abril de 1869 va fer el mateix a Màlaga. Durant 1870 fou capità general de Galícia i en 1871-1872 membre del Consell Superior de Guerra. Destituït per unes declaracions a favor del futur rei Alfons XIII d'Espanya, en proclamar-se la Primera República Espanyola va marxar a França. Va tornar durant el govern d'Emilio Castelar, qui el va nomenar director general de Cavalleria i cap de l'Estat Major durant la tercera guerra carlina. El juliol de 1874 fou nomenat capità general de les Illes Balears i en setembre de València. L'octubre fou nomenat capità general d'Aragó, d'on fou rellevat pocs dies després per mostrar-se partidari del retorn de la monarquia.
Amb la restauració borbònica el 1875 fou nomenat novament director general de Cavalleria i gentilhome de cambra de Sa Majestat el Rei. En 1876 i 1878 fou escollit senador per la província de Sòria, i en 1884 per la província de Barcelona. Quan va morir era president del Consejo de Redenciones y Enganches.